# Perandenina typica
Perandenina typica är en insektsart som beskrevs av William Lucas Distant 1911. Perandenina typica ingår i släktet Perandenina och familjen Derbidae. Inga underarter finns listade i Catalogue of Life.